# Сверх-Я
«Сверх-Я» (нем. Über-Ich), также «су́пер-э́го» (через англ. Super-ego) — один из трёх компонентов (наряду с «Я» и «Оно») психики человека, согласно теории психоанализа Фрейда. Сверх-Я отвечает за моральные и религиозные установки человека, нормы поведения и моральные запреты и формируется в процессе воспитания человека. Функциями Сверх-Я являются совесть, самонаблюдение и формирование идеалов человека.
Из области Супер-Я человеку являются интуиция и различные формы вдохновения — философское, художественное и научное; этические «императивы», стремление к человечным и героическим поступкам, альтруизму.

## Сверх-Я в психоанализе Фрейда
Термин «Сверх-Я» введён Зигмундом Фрейдом в работе «Я и Оно» в 1923 году.
Сверх-Я отражает интернализацию культурных норм, в основном усвоенных от родителей, но также и от других авторитетных фигур, а также общего культурного этоса. Фрейд разработал свою концепцию Сверх-Я на основе более раннего сочетания «идеал Я» и «особой психической инстанции, которая обеспечивает нарциссическое удовлетворение от идеала Я… того, что мы называем нашей „совестью“». Для него Сверх-Я можно описать как «удачный пример идентификации с родительской инстанцией», и по мере развития оно также впитывает влияние тех, кто «встал на место родителей — воспитателей, учителей, людей, выбранных в качестве идеальных образцов»:
Таким образом, Сверх-Я ребёнка фактически строится не по образцу его родителей, а по модели Сверх-Я его родителей; его содержанием являются те же самые элементы, и оно становится носителем традиции и всех устойчивых во времени оценочных суждений, которые таким образом передавались из поколения в поколение.
Сверх-Я стремится к совершенству. Это часть структуры личности (в основном, но не полностью бессознательная), включающая идеалы Я, духовные цели и психическую инстанцию, обычно называемую «совестью», которая критикует и запрещает выражение влечений, фантазий, чувств и действий. Таким образом, Сверх-Я действует в противоречии с Оно. Это интернализованный механизм, который ограничивает Я рамками социально приемлемого поведения, тогда как Оно стремится лишь к немедленному удовлетворению своих желаний.
Сверх-Я и Я являются продуктом двух ключевых факторов: состояния беспомощности ребёнка и эдипова комплекса. В случае маленького мальчика оно формируется в процессе распада эдипова комплекса через идентификацию с фигурой отца, после неудачной попытки сохранить мать в качестве объекта любви из-за страха кастрации. Фрейд описывал Сверх-Я и его связь с фигурой отца и эдиповым комплексом так:
Сверх-Я сохраняет характер отца, причём чем сильнее был эдипов комплекс и чем быстрее он был подавлен (под влиянием авторитета, религиозного учения, школьного воспитания и чтения), тем строже впоследствии будет господство Сверх-Я над Я — в форме совести или, возможно, бессознательного чувства вины.
В книге «Я и Оно» Фрейд описывает «общий характер суровости и жестокости, проявляемый идеалом [Я] — его диктаторское „Ты должен“». Чем раньше ребёнок развивается, тем выше его оценка родительской власти:
…и не следует забывать, что ребёнок по-разному оценивает своих родителей на разных этапах своей жизни. В момент, когда эдипов комплекс уступает место Сверх-Я, они кажутся чем-то совершенно величественным; но позднее, они теряют большую часть этого. Идентификации тогда происходят и с этими «поздними» родителями, и действительно они регулярно вносят важный вклад в формирование характера; но в этом случае они влияют только на Я, больше не оказывая воздействия на Сверх-Я, которое было сформировано самыми ранними образами родителей.
— Новые вводные лекции по психоанализу, стр. 64.
Таким образом, когда ребёнок соперничает с родительским имаго, он ощущает диктаторское «Ты должен» — явную силу, которую представляет имаго — на четырёх уровнях: (i) аутоэротическом, (ii) нарциссическом, (iii) анальном и (iv) фаллическом. Эти разные уровни психического развития и их связь с родительскими имаго соответствуют определённым формам агрессии и привязанности со стороны Оно.
Концепция эдипова комплекса, интернализованного в Сверх-Я и связанная Фрейдом с гипотетическим убийством сыновьями прародителя дарвиновской орды, подвергалась критике за предполагаемый сексизм. Женщины, которые не могут развить страх кастрации из-за особенностей своего генитального строения, не идентифицируются с отцом. Поэтому «их Сверх-Я никогда не бывает столь же неумолимым, безличным и независимым от своих эмоциональных истоков, как мы требуем от мужчин… они часто в большей степени руководствуются в своих суждениях чувствами привязанности или враждебности», а не страхом кастрации, как это было в «случае Маленького Ганса» в его конфликте с отцом из-за его жены и матери. Однако впоследствии Фрейд модифицировал свою позицию, заявив, «что большинство мужчин также далеко отстоит от мужского идеала и что все человеческие индивиды, в силу своей человеческой природы, сочетают в себе как мужские, так и женские черты, также известные как, человеческие черты».

## Сверх-Я в теории Мелани Кляйн
Мелани Кляйн видит Сверх-Я в действии уже на доэдиповых стадиях. Позднее она добавляет к этой эдиповой и постэдиповой концепции Фрейда раннее измерение Сверх-Я, которому отдаёт должное Жак Лакан:
Показывая нам первичность «депрессивной позиции», крайнюю архаичность субъективации какона, Мелани Кляйн раздвигает границы, в которых мы можем видеть проявление субъективной функции идентификации, и, в частности, позволяет нам считать первой формацией Сверх-Я нечто совершенно изначальное.
Кляйн выделяет различные слои формирования Сверх-Я, некоторые из которых связаны с самым ранним детством, когда ребёнок боится родителей, которые «кусают и пожирают», ровно так же, как он сам хочет кусать и пожирать, или боится быть испачканным ровно так же, как сам хочет пачкать, и так далее.